# Gösta Wærn
Karl Gustav (Gösta) Wærn, född 15 februari 1914 i Stockholm, död 21 januari 2004 i Stigtomta, var en svensk målare.
Han var son till målaren Gustav Wærn och Hilda Forsberg. Wærn studerade sporadiskt vid Blombergs målarskola 1932–1935 och fortsatte sina studier vid Otte Skölds målarskola i Stockholm under 1940-talet och genom självstudier under resor till Nederländerna och Frankrike. Tillsammans med Lars Bergman ställde han ut i Nyköping och han medverkade i samlingsutställningar arrangerade av Eskilstuna konstförening. Hans konst består av arbetslivsskildringar och landskapsbilder från skärgården eller de svenska fjällen utförda i akvarell.